# Darreh Sheykhān
Darreh Sheykhān (persiska: دره شِيخان) är en ort i Iran.   Den ligger i provinsen Kurdistan, i den nordvästra delen av landet, 400 km väster om huvudstaden Teheran. Darreh Sheykhān ligger 1 845 meter över havet och antalet invånare är 130.
Terrängen runt Darreh Sheykhān är kuperad. Runt Darreh Sheykhān är det ganska glesbefolkat, med 50 invånare per kvadratkilometer. Närmaste större samhälle är Qahrābād, 3,2 km väster om Darreh Sheykhān. Trakten runt Darreh Sheykhān består i huvudsak av gräsmarker.